# Ногликский заказник
Ногликский заказник — государственный природный биологический заказник регионального значения в Ногликском районе Сахалинской области России.

## Общая характеристика
Заказник создан в 1998 году постановлением губернатора Сахалинской области. Цель создания — сохранение естественных природных экосистем в районе проживания коренных народов Севера, охрана популяций животных, занесённых в Красную книгу РФ и Сахалинской области: дикуша, каменный глухарь, ястребиная сова, бородатая неясыть и другие, и мест их обитания, а также восстановление численности дикого северного оленя, речной выдры, соболя, американской норки, рябчика и других ценных в хозяйственном, научном и культурном отношении видов животных и растений. Находится в ведении Сахалинохотоуправления. Площадь 66206 га.
Основные черты природы: лиственничники с лишайниковым покровом.

## Расположение
Заказник расположен в бассейнах рек Ныш, Карпынь, Даги, их верхнем и среднем течении. Включает горы Даги.
Географические координаты:
северная — 52°13′40″ с. ш. 142°29′24″ в. д.
южная — 51°48′13″ с. ш. 142°26′14″ в. д.
западная — 52°04′22″ с. ш. 142°18′39″ в. д.
восточная — 52°00′02″ с. ш. 142°35′47″ в. д.
центр — 52°02′55″ с. ш. 142°27′48″ в. д.